# James Pickens Jr.
James Pickens Jr. (ur. 26 października 1954 w Cleveland) – amerykański aktor telewizyjny, teatralny i filmowy. Rozpoznawalność zyskał dzięki roli doktora Richarda Webbera w serialu medycznym ABC Chirurdzy, za którą otrzymał Nagrodę Gildii Aktorów Ekranowych (2007) i NAACP Image Awards (2012), a także stał się znany z drugoplanowej roli zastępcy dyrektora Alvina Kersha w późniejszych sezonach serialu sensacyjno-naukowego Fox Network Z Archiwum X, za którą był nominowany do Screen Actors Guild (1999).

## Filmografia

### Filmy
- 1986: F/X jako kierowca karetki
- 1992: Wstęp wzbroniony jako policjant Reese
- 1993: Zagrożenie dla społeczeństwa jako mężczyzna
- 1995: Prezydencki szmal jako pan Curtis
- 1995: Nixon jako czarny mówca
- 1996: Uśpieni jako strażnik Marlboro
- 1996: Duchy Missisipi jako Medgar Evers
- 1997: Klincz jako nadzorca
- 1997: Kula jako instruktor O.S.S.A.
- 1998: Senator Bulworth jako wujek David
- 1998: Jak Stella zdobyła miłość jako Walter Payne
- 1999: Smak wolności jako ojciec Sylvii
- 2000: Traffic jako Ben Williams
- 2002: Czerwony smok jako lekarz mikrozoo
- 2002: Podejrzana jako dyrektor szkoły Robbins
- 2005: Venom jako szeryf
- 2010: Wygrać miłość jako Lloyd Wright
- 2013: 42 – Prawdziwa historia amerykańskiej legendy jako pan Brock

### Seriale TV
- 1986–1990: Inny świat jako Zack Edwards
- 1990–1996; 2018: Roseanne jako Chuck Mitchell
- 1991–1992: Beverly Hills, 90210 jako Henry Thomas
- 1992: Parker Lewis nigdy nie przegrywa jako Fred
- 1992: Prawnicy z Miasta Aniołów jako Joseph Russell
- 1992: Doogie Howser, lekarz medycyny jako Jerry
- 1993: Nowojorscy gliniarze jako Nathan
- 1993: Napisała: Morderstwo jako Sonny Greene
- 1994: Renegat jako porucznik Pete Calloway
- 1994: Świat pana trenera jako Rick Williams
- 1995: Dotyk anioła jako George
- 1996: One West Waikiki
- 1997: W słońcu Kalifornii jako Josh Smith
- 1997: Strażnik Teksasu jako sierżant sztabowy Luther Parrish
- 1997–2000: Kancelaria jako detektyw Mike McKrew
- 1998: Kameleon jako Clark Thomas
- 1998: Kroniki Seinfelda jako detektyw Hudson
- 1998–2002, 2018: Z Archiwum X jako zastępca dyrektora FBI Alvin Kersh
- 1999: Mściciel jako pan Hobbs
- 1999: JAG: Wojskowe Biuro Śledcze jako komandor Wallace Burke
- 2000: Bez pardonu jako pan Lane
- 2000: Sprawy rodzinne
- 2000: Nowojorscy gliniarze jako porucznik Joe Abner
- 2001-2002: Wbrew regułom jako Clyde Coleman
- 2002: Jordan w akcji jako agent Hawkins
- 2002-2003: Sześć stóp pod ziemią jako Roderick Charles
- 2002-2003: Jak pan może, panie doktorze? jako Cliff Bennett
- 2003: CSI: Kryminalne zagadki Miami jako naczelnik więzienia
- 2004: Prezydencki poker jako burmistrz miasta Washington
- 2005: Pohamuj entuzjazm jako lekarz
- 2005-: Chirurdzy jako Richard Webber
- 2007-2009: Prywatna praktyka jako Richard Webber
- 2018: Yellowstone jako stary kowboj
- 2018-2020: The Conners jako Chuck Mitchell